# Telmatoscopus cuspiceps
Telmatoscopus cuspiceps és una espècie d'insecte dípter pertanyent a la família dels psicòdids.

## Descripció
- Mascle: color marró clar; sutura interocular feblement arquejada; front amb una àrea rectangular pilosa i amb una projecció posterior que s'estén fins al marge superior dels ulls; palps amb el primer segment la meitat de llarg que el segon; antenes de 0,98-1,10 mm de llargària i 16 artells; tòrax sense patagi; ales d'1,30-1,42 mm de longitud i 0,47-0,52 d'amplada, amb clapes marrons a les cel·les costals i els extrems, R5 acabant a l'àpex; edeagus en forma de "Y".
- Femella: similar al mascle amb l'esternita núm. 8 en forma de "V" i formant fileres diagonals fetes de pèls densos; lòbuls apicals de la placa subgenital trapezoïdals; ales d'1,57 de llargada i 0,55 d'amplada.
- La seua grandària (més aviat petita), les ales tacades i els òrgans genitals de tots dos sexes diferencien aquesta espècie d'altres del mateix gènere ja conegudes.[3]

## Distribució geogràfica
Es troba a les illes Filipines: Luzon i Mindanao.